# Бродниця (гміна, Бродницький повіт)
Гміна Бродниця (пол. Gmina Brodnica) — сільська гміна у північній Польщі. Належить до Бродницького повіту Куявсько-Поморського воєводства.
Станом на 31 грудня 2011 у гміні проживало 7441 особа.

## Площа
Згідно з даними за 2007 рік площа гміни становила 126.96 км², у тому числі:
- орні землі: 68.00%
- ліси: 18.00%

Таким чином, площа гміни становить 12.22% площі повіту.

## Населення
Станом на 31 грудня 2011:
| Опис     | Загалом | Загалом | Чоловіки | Чоловіки | Жінки | Жінки |
| -------- | ------- | ------- | -------- | -------- | ----- | ----- |
| одиниця  | осіб    | %       | осіб     | %        | осіб  | %     |
| все      | 7441    | 100     | 3799     | 51.05    | 3642  | 48.95 |
| міське   | 0       | 100     | 0        |          | 0     |       |
| сільське | 7441    | 100     | 3799     | 51.05    | 3642  | 48.95 |

## Сусідні гміни
Гміна Бродниця межує з такими гмінами: Бартнічка, Боброво, Бродниця, Бжозе, Осек, Сведзебня, Збічно.